# Greta Chi
Greta Chi, née Chi Ke Ping le 4 juillet 1940 à Copenhague, est une actrice danoise qui a été active dans les années 1960 et 1970 aux États-Unis.

## Biographie
Fille d'un père diplomate chinois et d'une mère allemande, elle avait un certain cachet de starlette « exotique » dans les années 60 et 70. Elle est apparue dans des rôles secondaires dans des films américains et étrangers à petit budget, ainsi que dans certaines émissions de télévision. Bien qu'elle n'ait eu qu'un seul rôle principal dans le film Lisette (Fall Girl) en 1961 avec John Agar, elle est surtout connue pour son rôle de Ling-Ling, un chat siamois transformé en humain par Samantha Stephens dans un épisode de 1965 de Bewitched intitulé "Ling Ling" (saison 1 épisode 21)

## Vie personnelle
Chi vit actuellement à Lucerne, en Suisse, où elle a passé la majeure partie de sa vie. Elle s'est mariée et est devenue connue sous le nom de Greta Maxwell. Son père a fondé un restaurant chinois, Li Tai Pe, à Lucerne. Après la mort de ses parents, elle devient propriétaire et gérante du restaurant.

## Filmographie
- Cinq portes de l'enfer (comme Yoette; 1959)
- Lisette (Fall Girl) (comme Lisette; 1961)
- Reine du Chantecler (comme Mata Hari; 1962)
- Cercueil de Hong Kong (1964)
- Fathom (en tant que major du KGB Jo May Soon ; 1967)
- Adieu à Manzanar (documentaire; 1976)

## Apparitions à la télévision
Les frères Brannagan (comme Tina dans "La Clé de Jade" ; 1960)
Aventures au paradis (comme Tara dans "La plage de Belle Anse" ; 1962)
Ensorcelé (comme Ling Ling; 1965)
Les voleurs (1965)
La loi de Burke (comme Kara dans "Les prisonniers de M. Sin" ; 1965)
Obtenez Christie Love! ("Justice mortelle"; 1974)
Police Story (comme Barbara Chang dans « Year of the Dragon : Part 2 » ; 1975)